# Flavoparmelia
Flavoparmelia is een geslacht van korstmossen dat behoort tot de orde Lecanorales van de ascomyceten. De typesoort is Flavocetraria cucullata.

## Soorten
Volgens Index Fungorum telt het geslacht 39 soorten (peildatum januari 2022):
| Soortnaam                                     | Auteur(s)                                    | Publicatiejaar |
| --------------------------------------------- | -------------------------------------------- | -------------- |
| Flavoparmelia amplexa                         | (Stirt.) Hale                                | 1986           |
| Flavoparmelia baltimorensis                   | (Gyeln. & Fóriss) Hale                       | 1986           |
| Flavoparmelia callichroa                      | (Kurok.) Hale                                | 1986           |
| Flavoparmelia caperata (Bosschildmos)         | (L.) Hale                                    | 1986           |
| Flavoparmelia caperatula                      | (Nyl.) Elix, O. Blanco & A. Crespo           | 2010           |
| Flavoparmelia citrinescens                    | (Gyeln.) O. Blanco, A. Crespo & Elix         | 2010           |
| Flavoparmelia diffractaica                    | Elix & J. Johnst.                            | 1988           |
| Flavoparmelia ecuadorensis                    | T.H. Nash, Elix & J. Johnst.                 | 1987           |
| Flavoparmelia euplecta                        | (Stirt.) Hale                                | 1986           |
| Flavoparmelia exornata                        | (Zahlbr.) Hale                               | 1986           |
| Flavoparmelia ferax                           | (Müll. Arg.) Hale                            | 1986           |
| Flavoparmelia gerlachei                       | (Zahlbr.) Hale                               | 1986           |
| Flavoparmelia glomelliferica                  | Elix & Adler                                 | 1987           |
| Flavoparmelia haysomii                        | (C.W. Dodge) Hale                            | 1986           |
| Flavoparmelia haywardiana                     | Elix & J. Johnst.                            | 1988           |
| Flavoparmelia helmsii                         | (Kurok. & Filson) Hale                       | 1986           |
| Flavoparmelia jelinekii                       | Kremp. ex Hale                               | 1986           |
| Flavoparmelia kantvilasii                     | Elix                                         | 1993           |
| Flavoparmelia leucoxantha                     | (Müll. Arg.) Hale ex DePriest & B.W. Hale    | 1998           |
| Flavoparmelia marchantii                      | Elix, O. Blanco & A. Crespo                  | 2005           |
| Flavoparmelia neuquenensis                    | T.H. Nash, Elix & J. Johnst.                 | 1988           |
| Flavoparmelia norfolkensis                    | Elix & Streimann                             | 1989           |
| Flavoparmelia pachydactyla                    | (Hale) Hale                                  | 1986           |
| Flavoparmelia papillosa                       | (Lynge ex Gyeln.) Hale                       | 1986           |
| Flavoparmelia plicata                         | Aptroot & M. Cáceres                         | 2014           |
| Flavoparmelia praesignis                      | (Nyl.) Hale                                  |                |
| Flavoparmelia proeuplecta                     | Elix & J. Johnst.                            | 1988           |
| Flavoparmelia quichuaensis                    | Elix & T.H. Nash                             | 1995           |
| Flavoparmelia rutidota                        | (Hook. f. & Taylor) Hale                     | 1986           |
| Flavoparmelia salazinica                      | Elix                                         | 1999           |
| Flavoparmelia scabrosina                      | Elix & J. Johnst.                            | 1988           |
| Flavoparmelia secalonica                      | Elix & J. Johnst.                            | 1988           |
| Flavoparmelia soredians (Groen boomschildmos) | (Nyl.) Hale                                  | 1986           |
| Flavoparmelia springtonensis                  | (Elix) Hale                                  | 1986           |
| Flavoparmelia subambigua                      | (Hale) O. Blanco, A. Crespo & Elix           | 2010           |
| Flavoparmelia subamplexa                      | (Hale) Hale                                  | 1986           |
| Flavoparmelia subcapitata                     | (Nyl. ex Hasse) Hale ex DePriest & B.W. Hale | 1998           |
| Flavoparmelia succinprotocetrarica            | Elix & J. Johnst.                            | 1988           |
| Flavoparmelia virensica                       | Elix, O. Blanco & A. Crespo                  | 2010           |